# راس هانتر
راس هانتر (انگلیسی: Ross Hunter; ۶ مهٔ ۱۹۲۶ – ۱۰ مارس ۱۹۹۶) یک تهیه‌کننده و هنرپیشه اهل ایالات متحده آمریکا بود.
وی برای تولید کمدی‌های سبک مانند صحبت‌های بالشی (۱۹۵۹) و ملودرام مسحور کنندهٔ وسواس بزرگ (۱۹۵۴) و تقلید زندگی (۱۹۵۹) شناخته شده‌است.
هانتر در ۱۰ مارس ۱۹۹۶ در بیمارستانی در لس آنجلس بر اثر سرطان درگذشت.

## فیلم‌شناسی

### تهیه‌کننده
| سال  | عنوان             | توضیح                           |
| ---- | ----------------- | ------------------------------- |
| ۱۹۵۴ | وسواس بزرگ        |                                 |
| ۱۹۵۵ | هر چه خدا می‌خواهد |                                 |
| ۱۹۵۷ | تمی و مرد مجرد    |                                 |
| ۱۹۵۷ | مرد من گادفری     |                                 |
| ۱۹۵۹ | تقلید زندگی       |                                 |
| ۱۹۵۹ | حرف‌های خودمانی    |                                 |
| ۱۹۷۰ | فرودگاه           | نامزدی: جایزه اسکار بهترین فیلم |
| ۱۹۷۳ | افق گمشده         |                                 |